# الجريمة في العراق
الجريمة في العراق موجودة بأشكال مختلفة، وترتبط بعوامل اقتصادية معينة بسبب الظلم الاجتماعي وغياب العدالة، وأن الخصائص البيولوجية والعوامل الوراثية يمكنها أن تلعب دوراً كبيرا في تغذية الروح الاجرامية إذا ما تظافرت معها عوامل بيئية واجتماعية أخرى يكتسبها المجرم بعد ولادته من محيطه، بالإضافة للتفكك الأسري والعائلي.
وبعد سقوط النظام العراقي السابق بقيادة الرئيس صدام حسين بأيدي قوات التحالف سنة 2003، دخل العراق في حالة من الفوضى وعدم الأستقرار، مخلفاً بيئة مليئة بالفساد الأداري بالأضافة للأضافة إلى المجاميع الأرهابية والحروب الأهلية اللاحقة وأنتشار مافيات الخطف والقتل وغيرها من الأمور ساعدت بشكل كبير بتفشي ظاهرة الجريمة في العراق.
وتتراوح الجريمة في العراق بين غسيل الأموال، والقتل، والسطو المسلح، والغش الصناعي، وتهريب الاثار، وزراعة المخدرات، وخطف الأطفال، والاتجار بالسلاح وتزوير الصكوك المصرفية، وتزوير العملة والشهادات العلمية فضلاً على التفجيرات ونحوها.

## غسل الاموال
أعلنت منظمة الشفافية الدولية بأن العراق ضمن الدول الست الأولى الأكثر فساداً في العالم، ووفقاً لإحصائيات صندوق النقد الدولي فإن حجم تجارة غسل الأموال يبلغ بين 950 مليار دولار و1.5 تريليون دولار، وهذا الرقم كفيل بحد ذاته بأن يضع الاقتصاد العالمي في مكان حرج.
وتشير الدراسات إلى ان 70 % من حجم الاموال المغسولة يأتي من تجارة المخدرات، والباقي من انشطة أخرى مثل تجارة الســلاح والزئبق الابيض وتزييف العملات، والاختلاس والسرقة، والابتزاز، والرشاوى الحكومية، والجريمة المنظمة والتهرب الضريبي.
وبين سيف المشهداني مدير المصرف المتحد للأستثمار، أن جرائم غسل الاموال تتنامى بشكل كبير في العراق، لدرجة أصبحت تهدد بأدراجه ضمن القائمة السوداء، لافتا إلى ان «هذه العملية تتدخل بها اطراف دولية، لذا يجب على الحكومة ان تتخذ اجراءات وتدابير للحد منها نظرا لخطورتها وتهديدها للاقتصاد العراقي وامكانية استغلالها في عمليات الفساد والإرهاب» وكذلك بيّن أن عمليات التهريب وغسل الاموال تشترك فيها مصارف اهلية معروفة بمساعدة مصارف حكومية مقابل بضائع وفواتير وهمية.
وفي 30 حزيران 2015  30 حزيران 2015, أقر البرلمان العراقي تشريع قانون «غسل الاموال ومكافحة تمويل الإرهاب»، بعد ضغوطاتُ البنكُ الدولي على الحكومةِ العراقيةِ وتلويحه بوضعِ العراقِ على القائمةِ السوداء، قبل أيام من انتهاء المهلة.

## القتل في العراق
أنتشار القتل في العراق كان وراءه عدة أسباب منها الطائفية والسياسية والأجتماعية فضلاً عن التفجيرات والحروب في المنطقة.
على المستوى المدني تغلب النزاعات المسلحة بين العشائر وخاصة في جنوب العراق، بالأضافة إلى القتل لـ«غسل الشرف»، وأنتشر لفترة القتل بالهوية لأسباب طائفية.

## السطو المسلح
السطو المسلح في تزايد في ظل انعدام الأمن وعجز القوات الحكومية وأنشغالها في مواجهة داعش، إلى من عدد منها يحاول التستر على عدد جرائم السطو المسلح والسرقات، لكن مع وجود وسائل إعلام ترصد تلك الأحداث، بالإضافة إلى ما ينقله المواطنون عبر وسائل التواصل الاجتماعي أولاً بأول، لم يعد أمام تلك الجهات سوى القول إنها تتابع وتتعقب المجرمين.
وأن الكم الأكبر من جرائم السطو المسلح تطول العوائل الغنية، بمساعدة من أقربائهم.
ولم تعد عمليات السطو تستهدف شركات الصرافة والمواطنين في الشوارع فحسب؛ بل امتدت نحو استهدافهم داخل منازلهم وسرقة ممتلكاتهم وأموالهم تحت تهديد السلاح، ويفلت الجناة في أغلب الأحيان من قبضة السلطات الأمنية لانتمائهم لمليشيات مسلحة لديها نفوذ كبير في مؤسسات الدولة".

## الغش الصناعي
تنتشر ظاهرة الغش الصناعي في اغلب دول العالم وخصوصاً تلك الدول التي ليس فيها إي رقابة على المنتوجات المحلية أو المستوردة كالعراق، حيث شجعت غياب الرقابة في العراق وبشكل كبير لم يسبق له مثيل على الغش الصناعي فاصبحت هناك شركات وهمية تصنع إي شيء وبحسب أي ماركة مسجلة.
إن اعتماد هذه الشركات الوهمية بالدرجة الاساس على العلب الفارغة بالنسبة للمواد الغذائية سواء كانت معدنية أو بلاستيكية أو زجاجية أو غير ذلك.

## تهريب الاثار
لاتزال قضية تهريب الآثار مستمرة بالرغم من أفتتاح القوات الأمريكية أبواب المتحف العراقي 9أبريل 2003، حيث تمكن اللصوص من سرقة عشرات الآلاف من القطع الأثرية،  بالأضافة لتدمير داعش بعضاً منها والمتاجرة ببعض آخر حيث يدر عليها أموالاً طائلة.

## زراعة المخدرات
تفيد تقارير حديثة لمكتب مكافحة المخدرات التابع للأمم المتحدة بأن هناك ممرين رئيسيين لدخول المخدرات نحو العراق الذي تحوَّل إلى مخزن تصدير تستخدمه مافيا المخدرات، مستفيدة من ثغرات واسعة في حدود مفتوحة وغير محروسة، فالعصابات الإيرانية والأفغانية تستخدم الممر الأول عبر الحدود الشرقية التي تربط العراق مع إيران، أما مافيا تهريب المخدرات من منطقة وسط آسيا فتستخدم الممر الثاني وصولا إلى أوروبا الشرقية إضافة إلى ذلك هناك الممرات البحرية الواقعة على الخليج العربي الذي يربط دول الخليج مع بعضها.
وأضافت التقارير أن العراق لم يعــد محطة ترانزيت للمخدرات فحسب، وإنما تحوَّل إلى منطقة توزيع وتهريب، وأصبح معظم تجار المخدرات في شرق آسيا يوجهون بضاعتهم نحو العراق، ومن ثم يتم شحنها إلى الشمال، حيث تركيا والبلقان وأوروبا الشرقية، وإلى الجنوب والغرب، حيث دول الخليج وشمال أفريقيا.
وأنتشرت ظاهرة زراعة المخدرات كالحشيشة في العراق خصوصاً في كردستان العراق ومحافظة الديوانية من دون علم زارعيها بأنها مواد مخدرة قادمة من إيران.

## خطف الأطفال
تنتعش عصابات الأتجار بالأطفال في العراق نسبة إلى أرتفاع أعداد اليتامى والأرامل في العوائل الفقيرة ويساعدها على ذلك ظاهرة تفشي الفساد الأداري في أغلب مؤسسات الدولة.
ويبدأ التغرير بالأطفال، وتجنيدهم للعمل، عبر طرق مختلفة، وتتراوح أساليب شرائهم بين الاختطاف المباشر وبين الحصول على موافقة الطفل، أو أهله، وعدد كبير من الأطفال هم ضحايا الخداع.
وقدرت منظمة اليونيسيف عدد الأيتام في العراق بين 4 - 5 ملايين طفل وأكثر من مليون ونصف المليون أرملة. وذكرت المنظمة أن أغلب هؤلاء الأطفال الأيتام يعيشون في مستوى متردٍ يصل إلى الحد الأدنى من مستوى المعيشة. ومع استمرار دوامة العنف في البلاد تتزايد أعداد الأيتام يوميا. كما يتم استغلال الأطفال بالعراق في العصابات المسلحة أو العناصر الإرهابية كما يتم تدريبهم على السلاح والقتل والعنف 
ويتم غسل ادمغتهم  وإدخال معلومات محددة تخدم جهات معينه أو أحزاب أو ميليشيات أو منظمات إرهابية.كما يتم أحيانا استغلالهم لغايات دينيه واغراض دعائية أو لشراء الأصوات والتأييد السياسي لدى المسؤولين.
وهناك أكثر من 3500 طفل يتعرضون للاختطاف سنويا في العراق، وتسجل مراكز الشرطة خلال الشهر الواحد من ستين إلى ثمانين حالة خطف، وأغلب المخطوفين هم رجال أعمال وأطفال، والأسباب دائما مادية، ولم تتمكن الشرطة من إنقاذ سوى 10% من المخطوفين. حيث تدر تجارة الأطفال أموالاً طائلة على الخاطفين.

## تجارة السلاح
على الرغم من أن القانون العراقي يجرم الأتجار بالأسلحة، حيث يتضمن عقوبات تصل إلى السجن المؤبد أو الأعدام في بعض الحالات. إلا أن تجارة الأسلحة شائعة بشدة في العراق.

## التزوير
تنشط أسواق تزوير الاقامات والجوازات الاجنبية بشكل واسع في المناطق العراقية، وخاصة في المحافظة بغداد لقاء مبلغ يتراوح بين 1000 و1500 دولار للإقامة و2000 دولار للجواز الأوروبي.
ويعمد المزورون إلى الاستعانة بمختبرات خاصة وتقنيات حديثة.